# Lodewijk Gerard Brocx
Lodewijk Gerard Brocx (Den Haag, 31 december 1819 – aldaar, 2 december 1880) was vijf jaar minister van Marine in drie opvolgende Nederlandse kabinetten (Van Bosse-Fock, Thorbecke III en De Vries). Moest in 1873 aftreden na verwerping van zijn begroting. Brocx was voor hij minister werd zeeofficier en leraar aan het Koninklijk Instituut voor de Marine.
- Biografisch Portaal: 45581022
- Parlement.com: vg09llixrdzx